# Setòvia
Setòvia (en llatí: Setovia, en grec antic: Σετουία) era una ciutat de Dalmàcia situada en una vall molt boscosa, que Octavi August va assetjar durant la campanya de l'any 34 aC. Ha estat identificada amb Sign, a la vall de Cettina.